# Dissonància
La dissonància és la sensació poc agradable o directament desagradable que, segons l'harmonia i el contrapunt tradicionals, produeix la simultaneïtat de determinats sons que es troben a una determinada distància. En virtut d'això, hi ha uns intervals harmònics que tradicionalment s'han considerat dissonants. Aquests són les segones menors i majors i les sèptimes menors i majors. A més, i en funció del rol que tenen en el seu context, també s'han considerat dissonants els intervals augmentats i els disminuïts.
La manera de resoldre les dissonàncies havia estat motiu de freqüents i llargues polèmiques, sobretot al llarg dels segles xvii i xviii en les quals s'havien vist involucrats, sovint, tant teòrics com compositors. En sintonia amb l'evolució que ha pres la història de la música europea, els autors que s'adscrivien a estils més moderns sovint preconitzaven resolucions més lliures d'aquestes dissonàncies, mentre que els autors més ancorats en els passat —i sovint els teòrics no autors, fent-los costat— pretenien que només les resolucions més estrictes eren permeses. Igualment va ser elements d'intenses discussions sobre la resolució de les dissonàncies si calia atenir-se a allò que marcava la teoria o a allò que l'oïda considerava adequat.
La teoria musical al llarg del segle xx, ja des del moment en què es formulen els principis de l'atonalitat transforma totalment el sentit de la dissonància i de la consonància i aquests dos conceptes deixen de tenir el sentit que havien tingut en contextos tonals.